# Hamilton (Nevada)
Hamilton é uma cidade fantasma e uma comunidade não incorporada no condado de White Pine, estado do Nevada, nos Estados Unidos.

## Geografia
Hamilton fica localizada a cerca de 18 quilómetros da U.S. Highway 50 a sul de um  ponto situado a cerca de 72 quilómetros a oeste da cidade de Ely, a capital do condado de White Pine. A cidade foi primeiramente conhecida como "Cave City" porque os primeiros residentes na cidade viviam em cavernas e pirogas. O nome foi mais tarde alterado para "Hamilton" em honra de um dos promotores do campo mineiro.

## História
Foi em finais de julho de 1867 que A. J. Leathers descobriu uma mina de prata ajudado por um índio, na região de Treasure Hill. A cidade foi fundada em maio de 1868 e em junho já tinha 30 habitantes e já possuía um saloon. As ricas descobertas em Treasure Hill levaram a um enorme crescimento da cidade. Pelo inverno, Hamilton já tinha 600 habitantes. Pela primavera de 1869, Hamilton já teria uma população de 10.000 habitantes, Linhas de diligência começaram a dirigir-se a Hamilton, com uma base regular no verão. Quando em março de 1869, o condado de White Pine foi fundado, Hamilton foi selecionada para sede do referido condado. Nesse ano, Hamilton teria uma população à volta de  12.000 habitantes, tinha 101 saloons, 22 advogados, 59 lojas dos mais diversos tipos, igrejas, bancos, fábricas de cerveja e de soda, uma estação de diligências e até um jornal  " Daily Inland Empire", além de outros negócios.Hamilton tinha também locais de lazer para os mineiros se divertirem:teatros, salões de dança, rinques de skate. Foi edificado o "Miners’ Union Hall" para os mineiros discutirem os seus problemas laborais. Durante o auge da atividade mineira havia 200 companhias mineiras a atuar na área.
Mas, quando se tornou pública a incerteza do potencial das minas, muitos dos habitantes deixaram ao distrito. Hamilton conheceu um período depressivo, muitas pessoas partiram tão rapidamente como tinham chegado e a população diminuiu para 3.915 habitantes.
Em junho de 1873, um enorme fogo espalhou-se pela zona comercial do distrito, provocando um prejuízo de 600.000 dólares, o causador do fogo não só destruiu a sua loja como muitas outras foi condenado a uma pena de prisão de sete anos por fogo posto.A população continuou a diminuir e em finais de 1873, a população caíra para 500 habitantes. Um outro fogo que ocorreu em 5 de janeiro de 1885 teve consequências muito piores, destruiu a sede do condado de White Pine com todos os seus regist(r)os; A cidade sofreu o seu maior revés, quando em 1887, a capital do condado mudou para Ely. A cidade continuou como algumas atividades mineiras esporádicas até aos inícios da década de 1930. Em 1932, encerrou a estação de correios e a cidade foi abandonada.Na década de 1980, a cidade renasceu, com atividades mineiras a recomeçarem em Treasure Hill.A localidade, hoje tem cerca de 75 habitantes que pretendem que as ruínas sejam preservadas.

## Vestígios
Na atualidade restam alguns vestígios da antiga cidade mineira:
- Vestigios de Smoky Mill, um engenho mineiro abandonado;
- Cemitério;
- Treasure City, alto no Treasure Hill;
- Eberhardt, Treasure City and Shermantown;
- Vestígios de vários engenhos mineiros: California Mill e Belmont Mill